# 910-ті до н. е.
910-ті роки до н. е.  — десятиліття, що тривало з 919 до н. е. по 910 до н. е.

## Події
Початок Новоассирійського царства.

## Правителі
- фараон Єгипту Осоркон I;
- царі Ассирії Ашшур-дан II та Ададнерарі II;
- цар Вавилонії Шамаш-мудаммік;